# Petrophora petrata
Petrophora petrata är en fjärilsart som beskrevs av Jacob Hübner 1825. Petrophora petrata ingår i släktet Petrophora och familjen mätare. Inga underarter finns listade i Catalogue of Life.